# Danh sách bài hát trong Glee (mùa 1)

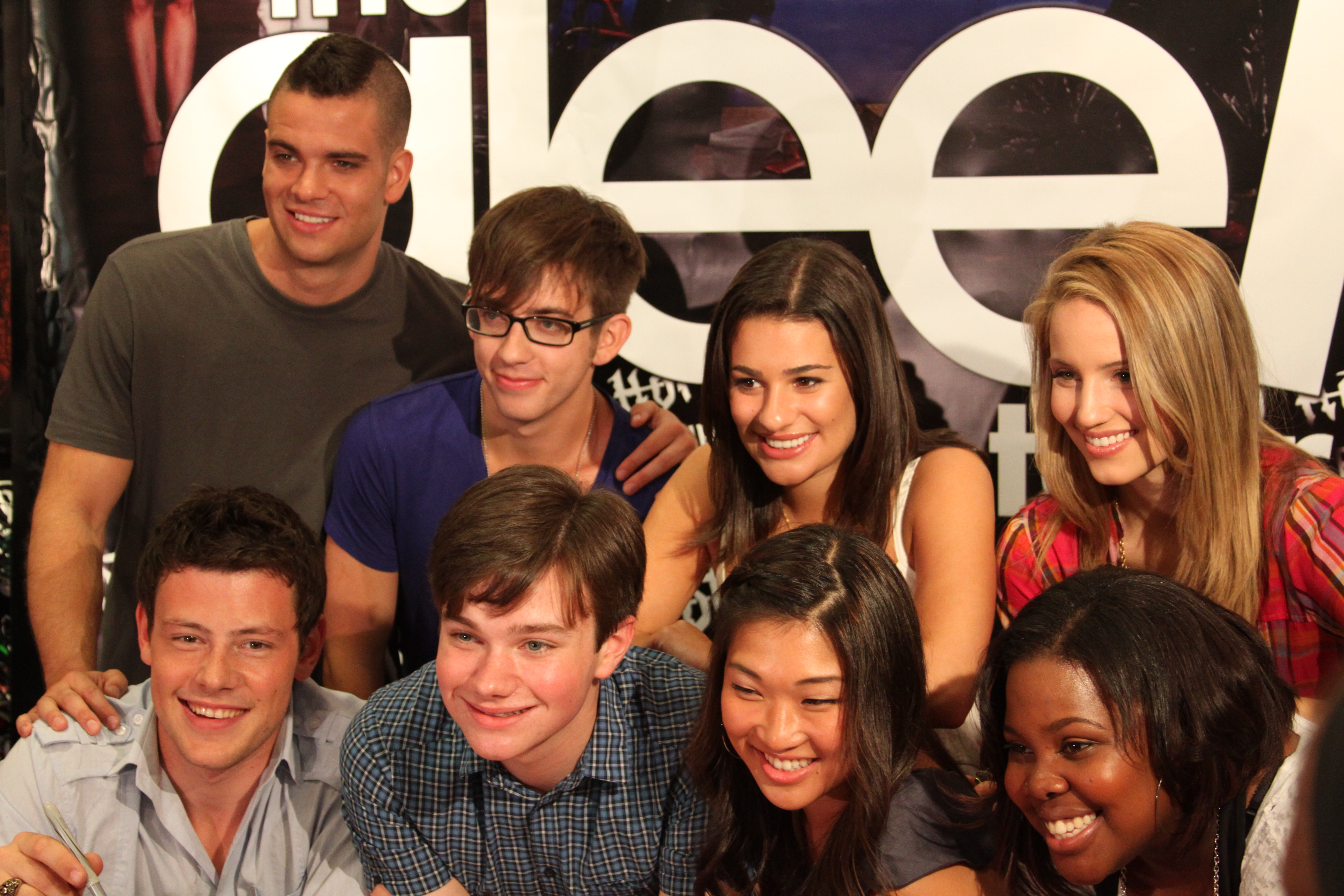
Dàn diễn viên Glee: (theo chiều kim đồng hồ từ bên trái hàng phía sau) Mark Salling, Kevin McHale, Lea Michele, Dianna Agron, Amber Riley, Jenna Ushkowitz, Chris Colfer và Cory Monteith

Glee là một sê ri phim truyền hình nhạc kịch hài-tình cảm do Fox sản xuất. Phim tập trung xoay quanh nhóm hát New Directions của trường trung học hư cấu William McKinley ở Lima, Ohio. Các tác giả của bộ phim bao gồm Ryan Murphy, Brad Falchuk và Ian Brennan. Dàn diễn viên của Glee đã thể hiện lại rất nhiều bài hát do Ryan Murphy lựa chọn. Sau khi Ryan Murphy chọn ra một bài hát, vấn đề bản quyền sẽ được P.J. Bloom giải quyết với nhà phát hành của nó, sau đó Adam Anders sẽ tiến hành biên soạn lại cho phù hợp với dàn diễn viên của Glee Các bài hát sẽ được dàn diễn viên thu âm trước, còn vũ đạo sẽ được thực hiện bởi Zach Woodlee. Sau dó phiên bản phòng thu của các bài hát sẽ được sản xuất. Quá trình này bắt đầu từ 6 đến 8 tuần trước khi tập phim được ghi hình, và có thể kết thúc ngay trước khi việc ghi hình diễn ra. Trong 15 tập đầu tiên của mùa thứ nhất, trung bình có 5 bài hát trong mỗi tập phim, sau đó tăng lên 8 bài trong 9 tập cuối.

## Các bài hát
| Tên bài hát                                           | Phiên bản được cover                                  | Biểu diễn                                                                                          | Tập                        | Đĩa đơn | Album                   | Tham khảo |
| ----------------------------------------------------- | ----------------------------------------------------- | -------------------------------------------------------------------------------------------------- | -------------------------- | ------- | ----------------------- | --------- |
| "Where Is Love?"                                      | Oliver!                                               | Hank Saunders và Sandy Ryerson                                                                     | 1. "Pilot"                 | Không   | —                       | [ 7 ]     |
| "Respect"                                             | Aretha Franklin                                       | Mercedes Jones                                                                                     | 1. "Pilot"                 | Không   | —                       | [ 8 ]     |
| "Mr. Cellophane"                                      | Chicago                                               | Kurt Hummel                                                                                        | 1. "Pilot"                 | Không   | —                       | [ 8 ]     |
| "I Kissed a Girl"                                     | Katy Perry                                            | Tina Cohen-Chang                                                                                   | 1. "Pilot"                 | Không   | —                       | [ 8 ]     |
| "On My Own"                                           | Les Misérables                                        | Rachel Berry                                                                                       | 1. "Pilot"                 | Có      | The Complete Season One | [ 8 ]     |
| "Sit Down, You're Rockin' the Boat"                   | Guys and Dolls                                        | Artie Abrams cùng New Directions                                                                   | 1. "Pilot"                 | Không   | —                       | [ 8 ]     |
| "Can't Fight This Feeling"                            | REO Speedwagon                                        | Finn Hudson                                                                                        | 1. "Pilot"                 | Có      | Volume 1                | [ 8 ]     |
| "Lovin', Touchin', Squeezin'"                         | Journey                                               | Finn Hudson lúc nhỏ và Darren                                                                      | 1. "Pilot"                 | Không   | —                       | [ 9 ]     |
| "You're the One That I Want"                          | Grease                                                | Rachel Berry và Finn Hudson cùng New Directions                                                    | 1. "Pilot"                 | Không   | —                       | [ 10 ]    |
| "Rehab"                                               | Amy Winehouse                                         | Vocal Adrenaline                                                                                   | 1. "Pilot"                 | Có      | The Complete Season One | [ 8 ]     |
| "Leaving on a Jet Plane"                              | Peter, Paul and Mary                                  | Will Schuester                                                                                     | 1. "Pilot"                 | Không   | Volume 1                | [ 12 ]    |
| "That's the Way (I Like It)"                          | KC and the Sunshine Band                              | Nhóm hát của trường trung học McKinley năm 1993                                                    | 1. "Pilot"                 | Không   | —                       |           |
| "(Shake, Shake, Shake) Shake Your Booty"              | KC and the Sunshine Band                              | Nhóm hát của trường trung học McKinley năm 1993                                                    | 1. "Pilot"                 | Không   | —                       |           |
| "Don't Stop Believin'"                                | Journey                                               | Rachel Berry và Finn Hudson cùng New Directions                                                    | 1. "Pilot"                 | Có      | Volume 1                | [ 8 ]     |
| "Le Freak"                                            | Chic                                                  | New Directions                                                                                     | 2. "Showmance"             | Không   | —                       | [ 13 ]    |
| "Gold Digger"                                         | Kanye West cùng Jamie Foxx                            | Will Schuester, Mercedes Jones và Artie Abrams cùng New Directions                                 | 2. "Showmance"             | Có      | Volume 1                | [ 13 ]    |
| "All by Myself"                                       | Eric Carmen                                           | Emma Pillsbury                                                                                     | 2. "Showmance"             | Không   | —                       | [ 14 ]    |
| "Push It"                                             | Salt-n-Pepa                                           | New Directions                                                                                     | 2. "Showmance"             | Có      | The Complete Season One | [ 13 ]    |
| "I Say a Little Prayer"                               | Dionne Warwick                                        | Quinn Fabray cùng Santana Lopez và Brittany Pierce                                                 | 2. "Showmance"             | Không   | Volume 1                | [ 15 ]    |
| "Take a Bow"                                          | Rihanna                                               | Rachel Berry cùng Mercedes Jones và Tina Cohen-Chang                                               | 2. "Showmance"             | Có      | Volume 1                | [ 15 ]    |
| "For He's a Jolly Good Fellow"                        | Anon                                                  | Acafellas                                                                                          | 3. "Acafellas"             | Không   | —                       | [ 16 ]    |
| "This Is How We Do It"                                | Montell Jordan                                        | Acafellas                                                                                          | 3. "Acafellas"             | Không   | —                       | [ 17 ]    |
| "Poison"                                              | Bell Biv DeVoe                                        | Acafellas                                                                                          | 3. "Acafellas"             | Không   | —                       | [ 17 ]    |
| "Mercy"                                               | Duffy                                                 | Vocal Adrenaline                                                                                   | 3. "Acafellas"             | Có      | The Complete Season One | [ 17 ]    |
| "Bust Your Windows"                                   | Jazmine Sullivan                                      | Mercedes Jones                                                                                     | 3. "Acafellas"             | Có      | Volume 1                | [ 17 ]    |
| "I Wanna Sex You Up"                                  | Color Me Badd                                         | Acafellas                                                                                          | 3. "Acafellas"             | Không   | Volume 1                | [ 17 ]    |
| "Single Ladies (Put a Ring on It)"                    | Beyoncé                                               | Kurt Hummel cùng Tina Cohen-Chang và Brittany Pierce; Đội bóng bầu dục trường trung học McKinley   | 4. "Preggers"              | Không   | —                       | [ 18 ]    |
| "Taking Chances"                                      | Céline Dion                                           | Rachel Berry                                                                                       | 4. "Preggers"              | Có      | Volume 1                | [ 19 ]    |
| "Tonight"                                             | West Side Story                                       | Tina Cohen-Chang                                                                                   | 4. "Preggers"              | Không   | —                       | [ 19 ]    |
| "Don't Stop Believin'"                                | Journey                                               | Quinn Fabray và Finn Hudson cùng New Directions                                                    | 5. "The Rhodes Not Taken"  | Không   | —                       | [ 20 ]    |
| "Maybe This Time"                                     | Cabaret                                               | April Rhodes và Rachel Berry                                                                       | 5. "The Rhodes Not Taken"  | Có      | Volume 1                | [ 21 ]    |
| "Cabaret"                                             | Cabaret                                               | Rachel Berry                                                                                       | 5. "The Rhodes Not Taken"  | Không   | —                       | [ 22 ]    |
| "Alone"                                               | Heart                                                 | April Rhodes và Will Schuester                                                                     | 5. "The Rhodes Not Taken"  | Có      | Volume 1                | [ 21 ]    |
| "Last Name"                                           | Carrie Underwood                                      | April Rhodes và New Directions                                                                     | 5. "The Rhodes Not Taken"  | Có      | The Complete Season One | [ 21 ]    |
| "Somebody to Love"                                    | Queen                                                 | New Directions                                                                                     | 5. "The Rhodes Not Taken"  | Có      | Volume 1                | [ 21 ]    |
| "It's My Life" / "Confessions Part II"                | Bon Jovi / Usher                                      | Các thành viên nam của New Directions                                                              | 6. "Vitamin D"             | Có      | The Complete Season One | [ 23 ]    |
| "Halo" / "Walking on Sunshine"                        | Beyoncé / Katrina and the Waves                       | Các thành viên nữ của New Directions                                                               | 6. "Vitamin D"             | Có      | The Complete Season One | [ 23 ]    |
| "Hate on Me"                                          | Jill Scott                                            | Mercedes Jones, Tina Cohen-Chang and New Directions: Sue's Kids                                    | 7. "Throwdown"             | Có      | Volume 1                | [ 24 ]    |
| "Ride wit Me"                                         | Nelly cùng City Spud                                  | New Directions                                                                                     | 7. "Throwdown"             | Không   | —                       | [ 25 ]    |
| "No Air"                                              | Jordin Sparks và Chris Brown                          | Rachel Berry và Finn Hudson cùng New Directions                                                    | 7. "Throwdown"             | Có      | Volume 1                | [ 24 ]    |
| "You Keep Me Hangin' On"                              | The Supremes                                          | Quinn Fabray                                                                                       | 7. "Throwdown"             | Có      | Volume 1                | [ 24 ]    |
| "Keep Holding On"                                     | Avril Lavigne                                         | New Directions                                                                                     | 7. "Throwdown"             | Có      | Volume 1                | [ 24 ]    |
| "Bust a Move"                                         | Young MC                                              | Will Schuester và New Directions                                                                   | 8. "Mash-Up"               | Có      | Volume 1                | [ 26 ]    |
| "Thong Song"                                          | Sisqó                                                 | Will Schuester                                                                                     | 8. "Mash-Up"               | Có      | The Complete Season One | [ 26 ]    |
| "What a Girl Wants"                                   | Christina Aguilera                                    | Rachel Berry                                                                                       | 8. "Mash-Up"               | Không   | —                       | [ 27 ]    |
| "Sweet Caroline"                                      | Neil Diamond                                          | Noah Puckerman cùng New Directions                                                                 | 8. "Mash-Up"               | Có      | Volume 1                | [ 26 ]    |
| "Sing, Sing, Sing (With a Swing)"                     | Louis Prima                                           | Sue Sylvester và Will Schuester                                                                    | 8. "Mash-Up"               | Không   | —                       | [ 28 ]    |
| "I Could Have Danced All Night"                       | My Fair Lady                                          | Emma Pillsbury                                                                                     | 8. "Mash-Up"               | Có      | Volume 1                | [ 26 ]    |
| "Dancing with Myself"                                 | Nouvelle Vague                                        | Artie Abrams                                                                                       | 9. "Wheels"                | Có      | Volume 1                | [ 29 ]    |
| "Defying Gravity"                                     | Wicked                                                | Kurt Hummel và Rachel Berry                                                                        | 9. "Wheels"                | Có      | Volume 1                | [ 29 ]    |
| "Proud Mary"                                          | Ike và Tina Turner                                    | New Directions                                                                                     | 9. "Wheels"                | Có      | Volume 2                | [ 29 ]    |
| "Endless Love"                                        | Lionel Richie và Diana Ross                           | Rachel Berry và Will Schuester                                                                     | 10. "Ballad"               | Có      | Volume 2                | [ 30 ]    |
| "I'll Stand by You"                                   | The Pretenders                                        | Finn Hudson                                                                                        | 10. "Ballad"               | Có      | Volume 2                | [ 30 ]    |
| "Don't Stand So Close to Me" / "Young Girl"           | The Police / Gary Puckett & The Union Gap             | Will Schuester                                                                                     | 10. "Ballad"               | Có      | Volume 2                | [ 31 ]    |
| "Crush"                                               | Jennifer Paige                                        | Rachel Berry                                                                                       | 10. "Ballad"               | Có      | Volume 2                | [ 30 ]    |
| "(You're) Having My Baby"                             | Paul Anka và Odia Coates                              | Finn Hudson                                                                                        | 10. "Ballad"               | Có      | Volume 2                | [ 30 ]    |
| "Lean on Me"                                          | Bill Withers                                          | New Directions                                                                                     | 10. "Ballad"               | Có      | Volume 2                | [ 30 ]    |
| "Bootylicious"                                        | Destiny's Child                                       | Jane Addams Girls Choir                                                                            | 11. "Hairography"          | Có      | The Complete Season One | [ 32 ]    |
| "Don't Make Me Over"                                  | Dionne Warwick                                        | Mercedes Jones                                                                                     | 11. "Hairography"          | Có      | Volume 2                | [ 32 ]    |
| "You're the One That I Want"                          | Grease                                                | Rachel Berry và Finn Hudson                                                                        | 11. "Hairography"          | Không   | —                       | [ 33 ]    |
| "Papa Don't Preach"                                   | Madonna                                               | Quinn Fabray                                                                                       | 11. "Hairography"          | Có      | The Complete Season One | [ 32 ]    |
| "Crazy in Love" / "Hair"                              | Beyoncé cùng Jay-Z / Hair                             | New Directions                                                                                     | 11. "Hairography"          | Có      | The Complete Season One | [ 32 ]    |
| "Imagine"                                             | John Lennon                                           | Haverbrook Deaf Choir và New Directions                                                            | 11. "Hairography"          | Có      | Volume 2                | [ 32 ]    |
| "True Colors"                                         | Cyndi Lauper                                          | Tina Cohen-Chang và New Directions                                                                 | 11. "Hairography"          | Có      | Volume 2                | [ 32 ]    |
| "Smile"                                               | Lily Allen                                            | Rachel Berry và Finn Hudson                                                                        | 12. "Mattress"             | Có      | Volume 2                | [ 34 ]    |
| "When You're Smiling"                                 | Louis Armstrong                                       | Rachel Berry                                                                                       | 12. "Mattress"             | Không   | —                       | [ 35 ]    |
| "Jump"                                                | Van Halen                                             | New Directions                                                                                     | 12. "Mattress"             | Có      | Volume 2                | [ 34 ]    |
| "Smile"                                               | Charlie Chaplin                                       | New Directions                                                                                     | 12. "Mattress"             | Có      | Volume 2                | [ 34 ]    |
| "And I Am Telling You I'm Not Going"                  | Dreamgirls                                            | Mercedes Jones                                                                                     | 13. "Sectionals"           | Có      | Volume 2                | [ 36 ]    |
| "And I Am Telling You I'm Not Going"                  | Dreamgirls                                            | Jane Addams Girls Choir                                                                            | 13. "Sectionals"           | Không   | —                       | [ 37 ]    |
| "Proud Mary"                                          | Ike và Tina Turner                                    | Jane Addams Girls Choir                                                                            | 13. "Sectionals"           | Không   | —                       | [ 36 ]    |
| "Don't Stop Believin'"                                | Journey                                               | Haverbrook Deaf Choir                                                                              | 13. "Sectionals"           | Không   | —                       | [ 36 ]    |
| "Don't Rain on My Parade"                             | Funny Girl                                            | Rachel Berry                                                                                       | 13. "Sectionals"           | Có      | Volume 2                | [ 36 ]    |
| "You Can't Always Get What You Want"                  | The Rolling Stones                                    | New Directions                                                                                     | 13. "Sectionals"           | Có      | Volume 2                | [ 36 ]    |
| "My Life Would Suck Without You"                      | Kelly Clarkson                                        | New Directions                                                                                     | 13. "Sectionals"           | Có      | Volume 2                | [ 36 ]    |
| "Hello, I Love You"                                   | The Doors                                             | Finn Hudson                                                                                        | 14. "Hell-O"               | Có      | Love Songs              | [ 38 ]    |
| "Gives You Hell"                                      | The All-American Rejects                              | Rachel Berry và New Directions                                                                     | 14. "Hell-O"               | Có      | Volume 3 Showstoppers   | [ 38 ]    |
| "Hello"                                               | Lionel Richie                                         | Rachel Berry và Jesse St. James                                                                    | 14. "Hell-O"               | Có      | Volume 3 Showstoppers   | [ 38 ]    |
| "Hello Again"                                         | Neil Diamond                                          | Will Schuester                                                                                     | 14. "Hell-O"               | Không   | —                       | [ 39 ]    |
| "Highway to Hell"                                     | AC/DC                                                 | Vocal Adrenaline                                                                                   | 14. "Hell-O"               | Có      | The Complete Season One | [ 38 ]    |
| "Hello, Goodbye"                                      | The Beatles                                           | New Directions                                                                                     | 14. "Hell-O"               | Có      | Volume 3 Showstoppers   | [ 38 ]    |
| "Ray of Light"                                        | Madonna                                               | Đội cổ vũ trường trung học McKinley                                                                | 15. "The Power of Madonna" | Không   | —                       | [ 40 ]    |
| "Express Yourself"                                    | Madonna                                               | Các thành viên nữ của New Directions                                                               | 15. "The Power of Madonna" | Có      | The Power of Madonna    | [ 41 ]    |
| "Open Your Heart" / "Borderline"                      | Madonna                                               | Rachel Berry và Finn Hudson                                                                        | 15. "The Power of Madonna" | Có      | The Power of Madonna    | [ 42 ]    |
| "Vogue"                                               | Madonna                                               | Sue Sylvester                                                                                      | 15. "The Power of Madonna" | Có      | The Power of Madonna    | [ 42 ]    |
| "Like a Virgin"                                       | Madonna                                               | Finn Hudson và Santana Lopez; Will Schuester và Emma Pillsbury; Rachel Berry và Jesse St. James    | 15. "The Power of Madonna" | Có      | The Power of Madonna    | [ 42 ]    |
| "4 Minutes"                                           | Madonna cùng Justin Timberlake và Timbaland           | Kurt Hummel và Mercedes Jones                                                                      | 15. "The Power of Madonna" | Có      | The Power of Madonna    | [ 42 ]    |
| "What It Feels Like for a Girl"                       | Madonna                                               | Will Schuester và các thành viên nam của New Directions                                            | 15. "The Power of Madonna" | Có      | The Power of Madonna    | [ 41 ]    |
| "Like a Prayer"                                       | Madonna                                               | New Directions                                                                                     | 15. "The Power of Madonna" | Có      | The Power of Madonna    | [ 43 ]    |
| "Fire"                                                | Bruce Springsteen                                     | April Rhodes và Will Schuester                                                                     | 16. "Home"                 | Có      | The Complete Season One | [ 44 ]    |
| "A House Is Not a Home"                               | Dionne Warwick                                        | Kurt Hummel và Finn Hudson                                                                         | 16. "Home"                 | Có      | Volume 3 Showstoppers   | [ 45 ]    |
| "One Less Bell to Answer" / "A House Is Not a Home"   | Barbra Streisand                                      | April Rhodes và Will Schuester                                                                     | 16. "Home"                 | Có      | Volume 3 Showstoppers   | [ 45 ]    |
| "Beautiful"                                           | Christina Aguilera                                    | Mercedes Jones và New Directions                                                                   | 16. "Home"                 | Có      | Volume 3 Showstoppers   | [ 44 ]    |
| "Home"                                                | The Wiz                                               | April Rhodes và New Directions                                                                     | 16. "Home"                 | Có      | Volume 3 Showstoppers   | [ 44 ]    |
| "Ice Ice Baby"                                        | Vanilla Ice                                           | Will Schuester và New Directions                                                                   | 17. "Bad Reputation"       | Có      | The Complete Season One | [ 46 ]    |
| "U Can't Touch This"                                  | MC Hammer                                             | Artie Abrams, Kurt Hummel, Mercedes Jones, Tina Cohen-Chang và Brittany Pierce                     | 17. "Bad Reputation"       | Có      | The Complete Season One | [ 47 ]    |
| "Physical"                                            | Olivia Newton-John                                    | Sue Sylvester và Olivia Newton-John                                                                | 17. "Bad Reputation"       | Có      | Volume 3 Showstoppers   | [ 46 ]    |
| "Run Joey Run"                                        | David Geddes                                          | Rachel Berry, Noah Puckerman, Jesse St. James và Finn Hudson cùng Santana Lopez và Brittany Pierce | 17. "Bad Reputation"       | Có      | The Complete Season One | [ 48 ]    |
| "Total Eclipse of the Heart"                          | Bonnie Tyler                                          | Rachel Berry, Finn Hudson, Jesse St. James và Puck                                                 | 17. "Bad Reputation"       | Có      | Volume 3 Showstoppers   | [ 46 ]    |
| "The Climb"                                           | Miley Cyrus                                           | Rachel Berry                                                                                       | 18. "Laryngitis"           | Không   | —                       | [ 49 ]    |
| "Jessie's Girl"                                       | Rick Springfield                                      | Finn Hudson                                                                                        | 18. "Laryngitis"           | Có      | The Complete Season One | [ 49 ]    |
| "The Lady Is a Tramp"                                 | Sammy Davis, Jr.                                      | Puck và Mercedes Jones                                                                             | 18. "Laryngitis"           | Có      | Volume 3 Showstoppers   | [ 49 ]    |
| "Pink Houses"                                         | John Mellencamp                                       | Kurt Hummel                                                                                        | 18. "Laryngitis"           | Không   | —                       | [ 49 ]    |
| "The Boy Is Mine"                                     | Brandy và Monica                                      | Mercedes Jones và Santana Lopez                                                                    | 18. "Laryngitis"           | Có      | Love Songs              | [ 49 ]    |
| "Rose's Turn"                                         | Gypsy: A Musical Fable                                | Kurt Hummel                                                                                        | 18. "Laryngitis"           | Có      | Volume 3 Showstoppers   | [ 49 ]    |
| "One"                                                 | U2                                                    | Rachel Berry, Sean Fretthold, Finn Hudson và New Directions                                        | 18. "Laryngitis"           | Có      | Volume 3 Showstoppers   | [ 49 ]    |
| "Daydream Believer"                                   | The Monkees                                           | Bryan Ryan                                                                                         | 19. "Dream On"             | Không   | —                       | [ 50 ]    |
| "Piano Man"                                           | Billy Joel                                            | Will Schuester và Bryan Ryan                                                                       | 19. "Dream On"             | Không   | —                       | [ 50 ]    |
| "Big Spender"                                         | Sweet Charity                                         | Cô gái thử vai                                                                                     | 19. "Dream On"             | Không   | —                       | [ 51 ]    |
| "Dream On"                                            | Aerosmith                                             | Will Schuester và Bryan Ryan                                                                       | 19. "Dream On"             | Có      | Volume 3 Showstoppers   | [ 50 ]    |
| "The Safety Dance"                                    | Men Without Hats                                      | Artie Abrams                                                                                       | 19. "Dream On"             | Có      | Volume 3 Showstoppers   | [ 50 ]    |
| "I Dreamed a Dream"                                   | Les Misérables                                        | Rachel Berry và Shelby Corcoran                                                                    | 19. "Dream On"             | Có      | Volume 3 Showstoppers   | [ 50 ]    |
| "Dream a Little Dream of Me"                          | The Mamas and the Papas                               | Artie Abrams và New Directions                                                                     | 19. "Dream On"             | Có      | Love Songs              | [ 50 ]    |
| "Funny Girl"                                          | Barbra Streisand                                      | Shelby Corcoran                                                                                    | 20. "Theatricality"        | Có      | The Complete Season One | [ 52 ]    |
| "Bad Romance"                                         | Lady Gaga                                             | Các thành viên nữ của New Directions và Kurt Hummel                                                | 20. "Theatricality"        | Có      | Volume 3 Showstoppers   | [ 52 ]    |
| "Shout It Out Loud"                                   | Kiss                                                  | Các thành viên nam của New Directions trừ Kurt Hummel                                              | 20. "Theatricality"        | Có      | The Complete Season One | [ 53 ]    |
| "Beth"                                                | Kiss                                                  | Các thành viên nam của New Directions trừ Kurt Hummel                                              | 20. "Theatricality"        | Có      | Volume 3 Showstoppers   | [ 53 ]    |
| "Poker Face"                                          | Lady Gaga                                             | Rachel Berry và Shelby Corcoran                                                                    | 20. "Theatricality"        | Có      | Volume 3 Showstoppers   | [ 52 ]    |
| "Another One Bites the Dust"                          | Queen                                                 | Vocal Adrenaline                                                                                   | 21. "Funk"                 | Có      | The Complete Season One | [ 54 ]    |
| "Tell Me Something Good"                              | Rufus and Chaka Khan                                  | Will Schuester                                                                                     | 21. "Funk"                 | Có      | Love Songs              | [ 54 ]    |
| "Loser"                                               | Beck                                                  | Puck, Finn Hudson, Sandy Ryerson, Howard Bamboo và Terri Schuester                                 | 21. "Funk"                 | Có      | Volume 3 Showstoppers   | [ 55 ]    |
| "It's a Man's Man's Man's World"                      | James Brown                                           | Quinn Fabray                                                                                       | 21. "Funk"                 | Có      | The Complete Season One | [ 54 ]    |
| "Good Vibrations"                                     | Marky Mark and the Funky Bunch cùng Loleatta Holloway | Puck, Finn Hudson và Mercedes Jones                                                                | 21. "Funk"                 | Có      | The Complete Season One | [ 54 ]    |
| "Give Up the Funk"                                    | Parliament                                            | New Directions                                                                                     | 21. "Funk"                 | Có      | Volume 3 Showstoppers   | [ 54 ]    |
| "You Raise Me Up" / "Magic"                           | Josh Groban / Olivia Newton-John                      | Aural Intensity                                                                                    | 22. "Journey to Regionals" | Không   | —                       | [ 56 ]    |
| "Faithfully"                                          | Journey                                               | Rachel Berry, Finn Hudson và New Directions                                                        | 22. "Journey to Regionals" | Không   | Journey to Regionals    | [ 56 ]    |
| "Any Way You Want It" / "Lovin', Touchin', Squeezin'" | Journey                                               | New Directions                                                                                     | 22. "Journey to Regionals" | Không   | Journey to Regionals    | [ 57 ]    |
| "Don't Stop Believin'"                                | Journey                                               | New Directions                                                                                     | 22. "Journey to Regionals" | Không   | Journey to Regionals    | [ 57 ]    |
| "Bohemian Rhapsody"                                   | Queen                                                 | Vocal Adrenaline                                                                                   | 22. "Journey to Regionals" | Không   | Journey to Regionals    | [ 58 ]    |
| "To Sir, with Love"                                   | Lulu                                                  | New Directions                                                                                     | 22. "Journey to Regionals" | Không   | Journey to Regionals    | [ 58 ]    |
| "Over the Rainbow"                                    | Israel Kamakawiwoʻole                                 | Will Schuester và Puck                                                                             | 22. "Journey to Regionals" | Có      | Journey to Regionals    | [ 57 ]    |